# باشگاه راگبی ستارگان
باشگاه راگبی ستارگان یکی از تیم‌های حرفه‌ای اتحادیه راگبی ایران است. این باشگاه اولین کلاب راگبی خصوصی ایران است که فعالیت رسمی خود را از سال 1385 آغاز کرده‌ است. باشگاه راگبی ستارگان توسط 5 تن از بازیکنان نسل دوم راگبی ایران، پرهام پولادسنج، پدرام بنی عامریان، محمدرضا شریفیان, رضا جوادی و مهدی حسنعلی تاسیس گردید. تیم های راگبی مردان، زنان و جوانان این باشگاه در ادوار مختلف لیگ باشگاه‌های کشور حاضر شده و به عناوین مختلفی دست پیدا کرده اند. در سال 1394 تیم راگبی ستارگان عنوان قهرمانی لیگ باشگاه های راگبی ایران (مردان) را کسب نموده. یکی از نکات برجسته ای که می‌توان در مورد باشگاه ستارگان به آن اشاره کرد حضور تعداد زیادی از بازیکنان تیمهای مردان، زنان و جوانان این باشگاه در تیم ملی راگبی در ادوار مختلف بوده‌است. شاخصترین باریکنان ایران از جمله پدرام بنی عامریان، محمدرضا شریفیان، ایرج رستمی و زهرا نوری، کاپیتانهای تیم ملی راگبی ایران در ادوار مختلف، عضو باشگاه ستارگان بوده اند.
مدیر عامل: پرهام پولادسنج
هیيت موسس: پدرام بنی عامریان، پرهام پولادسنج، محمدرضا شریفیان، مهدی حسنعلی, رضا جوادی 
هیيت مدیره: پدرام بنی عامریان، پرهام پولادسنج، محمدرضا شریفیان، مهدی حسنعلی, مهدی جعفری، ایرج رستمی، محمد کریمی  
مربیان: محمدرضا شریفیان، مهدی حسنعلی، محمد کریمی
بازیکنان تیم راگبی مردان باشگاه ستارگان در ادوار مختلف: پدرام بنی عامریان، محمدرضا شریفیان، مهدی حسنعلی، پرهام پولادسنج، ایرج رستمی، نیما عسگری، اکبر غلامی، اسماعیل اصغرزاده، مهدی آقایی، محمد کریمی، سعید حسینی، محسن جلالی، امید شرین دوست، حمیدرضا خاکپور، علی بختیاری، حسین نجفی، شهرام بهزادی، حمید شریفی، علی حاجی زاده، امیر محمد جمشیدی، کامبیز سقاباشی، مجید فلاحی، علی درفکی، نعیم هرجابی، حمزه زید آبادی، مهدی ممتاز امیری، آرشام متقی نژاد، ارشیا متقی نژاد، سعید سالمی، میلاد مقدم، علی طباطبایی، حسین کریمی ارجمند، امیر پورعصمتی، هانی نریمانی.گگو مارکاریان. آرتین ، مهدی جعفری، رضا جوادی، مهران عبدالعلی زاده، مهرداد عبدالعلی زاده، مسعود سلمانی، مهدی گنجی.

بازیکنانی که طی سال‌های اخیر عضو تیم ملی بوده‌اند: پدرام بنی عامریان، محمدرضا شریفیان، مهدی حسنعلی، ایرج رستمی،رضا جوادی ٬مسعود سلمانی مرجان ٬اکبر غلامی، پرهام پولادسنج، نیما عسگری، مجید فلاحی، اسماعیل اصغرزاده، حمزه زید آبادی، امید شرین دوست ( تیم ملی زیر 20 سال )، ارشیا متقی نژاد ( تیم ملی زیر 20 سال )
محل تمرین: زمین شماره 4 ورزشگاه آزادی